# Викрасти за 60 секунд
«Викрасти за 60 секунд» (англ. Gone in Sixty Seconds) — бойовик 2000 року з Ніколасом Кейджем та Анджеліною Джолі в головних ролях, який є ремейком однойменного фільму 1974 року Г. Б. Галицькі.

## Сюжет
Рендолл Рейнс (Ніколас Кейдж), за прізвиськом «Мемфіс», після довгої відсутності вимушений повернутися в своє рідне місто. Його брат Кіп Рейнс (Джованні Рібізі) отримав замовлення на викрадання 50 дорогих автівок від Реймонда Вінсента Калітрі (Крістофер Екклестон), але не зміг виконати його. Рендолл спробував повернути борг свого брата, але Калітрі змусив його взяти замовлення, не зважаючи на те, що він пообіцяв своїй матері не повертатися до цієї справи. Розуміючи, що самому йому не впоратися, він іде в гараж Отто (Роберт Дюволл), і вони разом намагаються знайти своїх друзів. Брат Рендолла та його друзі разом вирішили провернути все за 2 ночі (перша ніч — підготовка, друга — викрадання). Але, незважаючи на всю майстерність викрадачів, Рендолл не встигає доставити легендарну «Eleanor» (Shelby GT500 1967 року). Опинившись у Калітрі, машина йде під прес, а самого Рендолла ведуть на страту, проте Етлі Джексон (Вілл Паттон) рятує його.

## В ролях
| Актор               | Роль                     |
| ------------------- | ------------------------ |
| Ніколас Кейдж       | Рендолл «Мемфіс» Рейнс   |
| Анджеліна Джолі     | Сара «Свей» Вейланд      |
| Джованні Рібізі     | Кіп Рейнс                |
| Делрой Ліндо        | Детектив Роланд Кастлбек |
| Вілл Паттон         | Етли Джексон             |
| Крістофер Екклестон | Реймонд Вінсент Калітрі  |
| Чі Макбрайд         | Донні Естрікі            |
| Роберт Дюваль       | Отто Халлівелл           |
| Скотт Каан          | Тумблер                  |
| Тімоті Оліфант      | Детектив Драйкофф        |
| Вінні Джонс         | Сфінкс                   |
| Вільям Лі Скотт     | Тобі                     |
| Джеймс Дювал        | Фреб                     |
| ТіДжей Кросс        | Дзеркальник              |
| Френсіс Фішер       | Джані                    |
| Грейс Забріскі      | Хелен Рейнс              |
| Master P.           | Джонні Бі                |